# Steven Elm
Steven Elm (ur. 12 sierpnia 1975 w Red Deer) – kanadyjski łyżwiarz szybki, srebrny medalista olimpijski.

## Kariera
Największy sukces w karierze Steven Elm osiągnął w 2006 roku, kiedy wspólnie z Justinem Warsylewiczem, Arne Dankersem, Jasonem Parkerem i Dennym Morrisonem zdobył srebrny medal w biegu drużynowym na igrzyskach olimpijskich w Turynie. W indywidualnych startach jego najlepszym wynikiem było dwunaste miejsce na dystansie 1500 m. Na rozgrywanych cztery lata wcześniej igrzyskach w Salt Lake City był osiemnasty w biegu na 1500 m, a bieg na 5000 m zakończył na 23. pozycji. Brał także udział w igrzyskach olimpijskich w Nagano w 1998 roku, gdzie na tych samych dystansach zajmował odpowiednio 25. i 23. miejsce. Nigdy nie zdobył medalu mistrzostw świata, jego najlepszym wynikiem było czwarte miejsce w biegu drużynowym podczas mistrzostw świata na dystansach w Nagano w 2008 roku. Indywidualnie był między innymi piąty w biegu na 1500 m podczas mistrzostw świata na dystansach w Salt Lake City rok wcześniej. Jeden raz stanął na podium indywidualnych zawodów Pucharu Świata, 22 marca 1998 roku w Milwaukee, kiedy był trzeci na dystansie 5000 m. Wyprzedzili go tylko Włoch Roberto Sighel i Niemiec Frank Dittrich. Kilkakrotnie stawał na podium zawodów drużynowych. W sezonie 2006/2007 zajął ósme miejsce w klasyfikacji końcowej 1500 m. W 2010 roku zakończył karierę.